# Nokia Lumia 1520
Nokia Lumia 1520 là một chiếc điện thoại thông minh phablet được thiết kế và sản xuất bởi Nokia. Với màn hình kích thước 6 in (15 cm), nó đã trở thành điện thoại Windows Phone lớn nhất sau khi được giới thiệu tại Abu Dhabi trong sự kiện Nokia World vào 22 tháng 10 năm 2013, cùng với chiếc Lumia 1320 và Lumia 2520. Với kích thước lớn, nó sẽ là đối thủ của những chiếc điện thoại màn hình lớn như Samsung Galaxy Note 3 hay HTC One Max.

## Bán ra
Chiếc Lumia 1520 được bán ra đầu tiên tại Singapore, Hồng Kông, Mỹ, Pháp, Trung Quốc, Đức, Phần Lan, Pakistan và Ấn Độ. Tại Úc, Lumia 1520 được bán độc quyền thông qua đối tác Harvey Noman. AT&T đã được công bố là nhà mạng duy nhất được bán Lumia 1520 tại Mỹ.

## Thiết kế
Màn hình IPS LCD của Lumia 1520 là màn hình Windows Phone đầu tiên có độ phân giải 1080p, cho phép hiển thị 3 cột Live Tiles và được bảo vệ bằng kính cường lực Gorilla Glass 2. Với kích thước 6 inch, màn hình có mật độ điểm ảnh 368 ppi. Chiếc điện thoại có một hệ thống trên một vi mạch Snapdragon 800 2.2 GHz, và máy ảnh 20 megapixel PureView. Nó hỗ trợ 4G LTE và kết nối NFC, đi cùng với bộ nhớ trong 32 GB, với bộ nhớ mở rộng thêm 128 GB nữa bằng thẻ microSD. Chiếc Lumia 1520 có pin dung lượng 3.400 mAh và tương thích với đế sạc không dây DC-50, with the phone itself to have a price of US$749.
Giống như Lumia 1020, nó cũng chụp ảnh độ phân giải 5Mpx có thể chia sẻ và chụp được ảnh 16Mpx chỉ có thể truy cập khi kết nối với PC, nhưng cũng chỉ cócamr biến kích thước 1/2.5". Nó còn có khả năng nén lossless 2x cho ảnh và 4x cho video.

### Biến thể
| Model                       | RM-937                                                    | RM-938                                                         | RM-940                                                    | RM-939                                                                                            |
| --------------------------- | --------------------------------------------------------- | -------------------------------------------------------------- | --------------------------------------------------------- | ------------------------------------------------------------------------------------------------- |
| Quốc gia                    | Toàn cầu                                                  | Mỹ Latinh                                                      | Mỹ                                                        | Trung Quốc                                                                                        |
| Nhà mạng/Nhà phân phối      | Toàn cầu                                                  | Mở khóa                                                        | AT&T                                                      | China Unicom                                                                                      |
| 2G                          | GSM/EDGE 4 dải tần (850/900/1800/1900 MHz)                | GSM/EDGE 4 dải tần (850/900/1800/1900 MHz)                     | GSM/EDGE 4 dải tần (850/900/1800/1900 MHz)                | GSM/EDGE 4 dải tần (850/900/1800/1900 MHz)                                                        |
| 3G                          | HSPA+ 4 dải tần 1, 2, 5/6, 8 (850/900/1900/2100 MHz)      | HSPA+ 5 dải tần 1, 4, 5/6, 8 (850/900/AWS/1900/2100 MHz)       | HSPA+ 5 dải tần 1, 4, 5/6, 8 (850/900/AWS/1900/2100 MHz)  | HSPA+ 4 dải tần 1, 2, 5/6, 8 (850/900/1900/2100 MHz)                                              |
| 4G                          | LTE 5 dải tần 1, 3, 7, 8, 20 (800/900/1800/2100/2600 MHz) | LTE 5 dải tần 2, 4, 5, 7, 17 (700/850/1700/1900/2100/2600 MHz) | LTE 5 dải tần 2, 4, 5, 7, 17 (700/850/1700/1900/2600 MHz) | LTE 5 dải tần 1, 3, 7, 8, 20 (800/900/1800/2100/2600 MHz) (cần bản cập nhật phần mềm WP8.1 Denim) |
| Tốc độ tải xuống/lên tối đa | LTE: 150/50 Mbit/s DC-HSPA+: 42.2/5.76 Mbit/s             | LTE: 150/50 Mbit/s DC-HSPA+: 42.2/5.76 Mbit/s                  | LTE: 150/50 Mbit/s DC-HSPA+: 42.2/5.76 Mbit/s             | LTE: 150/50 Mbit/s DC-HSPA+: 42.2/5.76 Mbit/s                                                     |
| Bộ nhớ trong                | 32 GB                                                     | 32 GB                                                          | 16 GB / 32 GB                                             | 32 GB                                                                                             |
| Sạc không dây               | Tích hợp sẵn (Qi)                                         | Tích hợp sẵn (Qi)                                              | Cần nắp lưng riêng (PMA)                                  | Tích hợp sẵn (Qi)                                                                                 |

1. ↑  Bản RM-940 bán ra qua AT&T không có kết nối AWS HSPA+ có sẵn, nhưng có thể thêm vào qua bản cập nhật Lumia Denim.

## Sự đón nhận
Tom Warren từ The Verge khen ngợi chiếc điện thoại qua màn hình, tốc độ và máy ảnh, nhưng lại thiếu hỗ trợ bút cảm ứng và kích thước lớn nên khó sử dụng bằng một tay.
Andy Vandervell từ TrustedReviews viết: "Chiếc Lumia 1520 là một chiếc điện thoại bước ngoặt theo nhiều phương diện. Nó đã đưa phần cứng Windows Phone ngang hàng với phần thế giới smartphone còn lại, nhưng vẫn cần cải tiến phần mềm một chút."
Brad Molen từ Engadget kết luận: "Chiếc Lumia 1520 mang lại một trải nghiệm Windows Phone chưa từng có trước đây. Với phần cứng tốt, chụp ảnh tuyệt vời và firmware liên tục được cải thiện, cho đến giờ nó là thiết bị WP8 tôi yêu thích nhất."

## Giải thưởng
Nokia Lumia 1520 đã giành giải thưởng Smartphone Champions League của GSM Arena vào 2013. Nokia giành được 3 vị trí đầu với chiếc Nokia Lumia 1020 ở vị trí thứ 2 và chiếc Nokia Lumia 520 ở vị trí thứ 3 cùng với LG Nexus 5.

## Vấn đề
Một số người dùng gặp vấn đề về loa ngoài với phiên bản phần cứng 5001.
Có báo cáo về lỗi tự khởi động lại trên chiếc điện thoại. Microsoft đã phát hành một bản cập nhật phần mềm vào 19 tháng 3 năm 2014, nhưng lại không sửa được lỗi này. Họ tiếp tục phát hành thêm một bản cập nhật nữa vào 19 tháng 6 năm 2015 cuối cùng cũng khắc phục được lỗi này.